# Ewald Kihle
Ewald Kihle (11 agosto 1919 – 16 aprile 1990) è stato un calciatore norvegese, di ruolo portiere.

## Carriera

### Club
Kihle giocò con la maglia dell'Odd.

### Nazionale
Conta 2 presenze per la Norvegia. Esordì il 15 maggio 1951, quando fu schierato in campo nella sfida persa per 2-1 contro l'Inghilterra.